# Doublet (taalkunde)
Een doublet of tweelingwoord is in de taalkunde een groep van twee of meer woorden in dezelfde taal met verschillende vormen en over het algemeen ook verschillende betekenissen, maar met een gemeenschappelijke etymologische oorsprong. Tussen de betekenissen van de afzonderlijke leden van een doublet bestaat over het algemeen een zeker verband, dat dus terug te voeren is op hun gemeenschappelijke etymologische wortel.
Leden van een doublet kunnen allemaal erfwoorden zijn, maar ze kunnen ook op verschillende manieren de taal zijn binnengekomen. Zo kan het ene woord bijvoorbeeld een rechtstreeks erfwoord zijn, terwijl het andere een aanpassing is van hetzelfde grondwoord als datgene waaruit het eerste is ontstaan, en daarmee in feite een leenwoord.

## Doubletten in het Nederlands
De Nederlandse woorden voor, voorste en vorst behoren niet tot dezelfde woordsoort, maar hebben wel een gemeenschappelijke wortel. Dit is volgens veel Nederlandse taalkundigen eveneens het geval met de woordparen slaap (deel van hoofd) en slap, met lijk 'lichaam' en het eerste deel van litteken (Mnl. lijcteken) en lichaam (Onl. lichamo 'lijf, romp'), en met schram en scheren die beide teruggaan op dezelfde Indo-Europese wortel.
Het komt daarnaast voor dat een bepaald woord in een taal eerst door een andere taal wordt ontleend, en vervolgens door de eerste taal in aangepaste vorm weer teruggeleend. Op deze manier ontstaan in de taal die het eerste als lenende taal dienst heeft gedaan doubletten. Voorbeelden hiervan in het Nederlands zijn de aan het Frans ontleende woorden toupet, mannequin en boulevard. Deze woorden waren op hun beurt eerdere Franse aanpassingen van de Nederlandse woorden top(je), manneke(n) (eerder mannekijn) en bolwerk.
Daarnaast kent het Nederlands ook enkele gevallen van valse doubletten ofwel valse cognaten. De woorden schande en schandaal lijken zowel qua vorm als betekenis zeer sterk op elkaar, maar ze hebben een totaal verschillende oorsprong; het eerste woord is een rechtstreeks Germaans erfwoord bij IE *(s)kem- 'bedekken', terwijl het tweede teruggaat op het Griekse skándalon, dat 'valstrik, hindernis waarover men struikelt, aanstoot' betekent, bij IE *skand- 'springen'. Het tweede woord is onder invloed van het eerste van betekenis veranderd.
Andere voorbeelden zijn:
- alf en elf (waarbij dit laatste aan het Engels is ontleend)
- boer en buur
- braden en braaien (waarbij dit laatste aan het Afrikaans is ontleend)
- Diets en Duits
- meel en meluw
- oplaag en oplage
- park en perk
- plant en clan (beide ontleend aan Latijns planta)
- rennen en runnen (waarbij het laatste aan het Engels is ontleend)
- rieken en ruiken
- rijm en rijp
- schade en schaduw
- scheel en scheluw
- schip en scheep (alleen als lid in samenstellingen)
- spreuk en sproke
- stiel en stijl
- tafel en tabel (beide ontleend aan Latijns tabula)
- toom en team (waarbij het laatste aan het Engels is ontleend)
- touwen en tooien
- wei en hui

Soms heeft een woord ook meerdere doubletten. Een bekend voorbeeld is fles dat een doublet vormt met de leenwoorden flask (ontleend aan het Engels), flacon (aan het Frans) en fiasco (aan het Italiaans).

## Voorbeelden van doubletten in andere talen

#### Engels
- ward 'behoeden', (zn.) 'beschermde plaats; beschermeling (pupil onder voogdij, curandus)' en guard 'bewaken', (zn.) 'lijfwacht, keurkorps, bewaker' (ontleend aan Oudfrans). Beide gaan terug op de gereconstrueerde IE-wortel *wer- 'tegenhouden, beschermen, afweren'.
- shirt 'hemd' en skirt 'rok' (ontleend aan Oudnoords), beide bij IE *(s)ker- ‘scheuren, afsnijden’.

#### Frans
Het Franse woord voor "mannelijk" is mâle. Dit woord is rechtstreeks ontstaan uit het Latijnse woord masculus. Een andere Frans woord voor "mannelijk" is masculin, en dit woord is een latere adaptatie van hetzelfde Latijnse grondwoord. Het eerste woord wordt echter vooral in algemene zin gebruikt, terwijl het tweede meer bepaaldelijk "met betrekking tot het mannelijke geslacht" betekent, waarbij het om specifieke zaken zoals woordgeslacht kan gaan.

## Verwante termen
Aangezien woorden die een doublet vormen dezelfde etymologische herkomst hebben, zijn het ook cognaten.